# Počepice
Počepice település Csehországban, a Příbrami járásban. Počepice Nedrahovice, Nechvalice, Vysoký Chlumec és Petrovice településekkel határos. Lakosainak száma 548 fő (2024. január 1.).

## Népesség
A település lakosságának változását az alábbi diagram mutatja:
| Lakosok száma | 1421 | 1258 | 1062 | 705  | 570  | 498  | 542  | 543  | 543  | 548  |
|               | 1869 | 1890 | 1921 | 1950 | 1980 | 2001 | 2017 | 2019 | 2022 | 2024 |